# Osgood (navire)
Pour les articles homonymes, voir Osgood.
 (juillet 2008).
L'Osgood est un navire arrivé en Pennsylvanie en 1750. Un de ses passagers racontera les terribles conditions des voyages transatlantique, et la façon dont certains passagers tombaient en un quasi-esclavage faute de pouvoir s'acquitter du prix du passage.

## Le voyage
Le navire Osgood, capitaine William Wilkie, arrive à Philadelphie (Pennsylvanie) le 29 septembre 1750 avec 480 passagers ; il est parti de Rotterdam aux Provinces-Unies, avec une escale à Cowes (escale habituelle destinée aux contrôles des autorités anglaises).
Un passager nommé Gottlieb Mittelberger a laissé le récit des terribles conditions de voyage. Son récit peut être ainsi résumé :
« Aussi bien à Rotterdam qu'à Amsterdam, les gens sont entassés comme des harengs dans de grands vaisseaux. Chaque personne reçoit une place d'à peine deux pieds en largeur et six pieds en longueur en guise de lit, chaque vaisseau transportant entre 400 et 600 âmes, pour ne rien dire des effets de toute sorte : outils, nourriture, provisions et autres objets, qui occupent eux aussi de la place. »
À cause de vents contraires, les navires peuvent mettre 2, 3 ou 4 semaines pour aller de Hollande en ... Angleterre. Mais quand le vent est bon, il faut huit jours, parfois moins. Là, tout est examiné, les droits de douane sont payés, si bien que le navire peut rester à l'ancre 8, 10 ou 14 jours, voire plus, jusqu'à ce que l'autorité ait une connaissance totale de la cargaison.  Pendant ce temps, chacun se trouve obligé de dépenser son dernier argent, et de manger son petit stock de provisions, qu'on avait réservé pour le voyage en mer ; si bien qu'une fois sur l'océan, les passagers sont en grand manque de nourriture et parfois d'eau. Certains en sont dépourvus même dès le trajet Hollande-Angleterre.
Quand les bateaux ont levé l'ancre pour la dernière fois près de la ville de Kaupp (Cowes) en Angleterre, la vraie misère commence avec le grand voyage. À partir de là, sauf s'ils ont bon vent, les navires mettront 8, 9, 10, ou même 12 semaines avant d'atteindre Philadelphie. Même avec très bon vent, il ne faut pas moins de 7 semaines. 
Durant le voyage, la misère est terrible : puanteur, horreur, vomi, maux de mer de toutes sortes, maladie, fièvre, dysenterie, maux de tête, chaleur, constipation, pourriture dans la bouche, tout cela à cause de la nourriture vieille et mal salée et de l'eau croupie ; beaucoup meurent misérablement.
Ajouter à cela le manque de provisions, la faim, la soif, le froid, la chaleur, l'humidité, l'anxiété, le besoin, les afflictions et les lamentations, ainsi que d'autres maux comme les puces qui abondent spécialement sur les personnes malades, qui se grattent sur tout le corps. la misère atteint un sommet quand une tempête fait rage durant deux ou trois nuits et jours, si bien que chacun pense que le navire va aller par le fond avec tous ses passagers. Dans un tel cas, les gens pleurent et crient pitoyablement.
Les enfants de 1 à 7 ans survivent rarement. Lors du voyage de Gottlieb Mittelberger, il voit la mort de 32 enfants, dont les dépouilles sont jetées à l'eau. C'est un chagrin de plus pour les parents : savoir que l'enfant n'aura pas de lieu de repos sur terre, mais sera dévoré par les « monstres marins ».
En plus de toutes ces épreuves, la nourriture chaude n'est servie que trois fois par semaine, elle est pauvre et les portions petites. Elle est si corrompue qu'on peut à peine la manger. L'eau est souvent noire, épaisse et pleine de vers, on ne peut la boire sans dégout même en ayant soif. À la fin du voyage, le biscuit était gâté depuis longtemps ; sur chaque biscuit, l'espace dépourvu de vers et de toiles d'araignées avait la taille d'une pièce d'un dollar.
Enfin, après un voyage long et pénible, les navires arrivent en vue de la terre ; on peut voir les promontoires que tous attendaient ; tous rampent de la cale sur le pont, pleurent de joie, prient, chantent, remercient et louent Dieu. À la vue de la terre, tous revivent, en particulier les malades et les mourants, leur cœur fait des bonds ; ils crient, ils se réjouissent, ils sont heureux de supporter leurs misères avec patience, dans l'espoir de bientôt descendre à terre. Faux espoir, hélas !

## La vente de chair humaine
Quand les navires ont accosté à Philadelphie après leur long voyage, nul ne peut descendre à terre sauf ceux qui peuvent payer leur voyage ou donner de bonnes garanties ; les autres, ceux qui ne peuvent payer, doivent rester à bord jusqu'à ce qu'ils soient achetés, et descendent à terre avec leurs acquéreurs. Les malades s'en sortent le plus mal, car bien sûr, les bien portants sont achetés les premiers ; malades et misérables doivent souvent rester à bord face à la ville pendant deux ou trois semaines ; ils meurent souvent, alors même que plus d'un parmi eux aurait pu rester en vie et retrouver la santé s'il avait pu descendre à terre.
À bord, le marché des êtres humains fonctionne ainsi : chaque jour, des Anglais, des Hollandais et des Allemands de Philadelphie et d'ailleurs, venus parfois de loin, par exemple à 20, 30 ou 40 heures de marche, montent à bord du navire nouvellement arrivé, qui amène et met en vente des passagers d'Europe ; ils choisissent parmi les bien-portants ceux qui leur paraissent convenir à leur métier ; ils marchandent avec eux la durée de service en échange du prix du voyage. Quand ils sont arrivés à un accord, il arrive qu'un adulte s'engage par écrit à servir 3, 4, 5 ou 6 ans, selon leur âge et leur force. Les plus jeunes, entre dix et quinze ans, doivent servir jusqu'à 21 ans.
Beaucoup de parents doivent se vendre, eux et leurs enfants, comme autant de têtes de bétail ; car, si les enfants prennent la dette sur eux, les parents peuvent quitter le navire librement ; parents et enfants, maris et femmes, peuvent être séparés et ne plus se revoir de leur vie. Ils peuvent être vendus à des acquéreurs différents, spécialement quand ils ne possèdent pas même une partie du prix du passage.
Quand un mari ou une femme meurt en mer, et si le décès est survenu après la moitié du voyage, son conjoint doit payer le passage du mort. Quand deux parents meurent après la moitié du voyage, les enfants, surtout quand ils sont jeunes et n'ont pas d'argent, doivent servir jusqu'à 21 ans pour payer le passage des parents. À la fin de son service, il ou elle reçoit de nouveaux habits ; si le contrat l'a prévu, il peut obtenir un cheval, une femme, ou une vache. Quand un serf trouve l'occasion de se parrier, il doit payer 5 ou 6 livres par année de service manquante.

## Sources
- Gottlieb Mittleberger, Journey to Pennsylvania in the Year 1750 and Return to Germany in the Year 1754, trans. Carl Theo Eben (Philadelphia: John Jos. McVey, n.d.).
- (de) Gottlieb Mittelberger, Reise nach Pennsylvania im Jahr 1750, u. Ruckreise nach Teutschland im Jahr 1754. Stuttgard, 1756.